# Wang Shuang
Dans ce nom chinois, le nom de famille, Wang, précède le nom personnel.
Wang Shuang (chinois : 王霜 ; pinyin : Wáng Shuāng ; prononciation en mandarin : [wǎŋ.ʂwáŋ]), née le 23 janvier 1995 à Wuhan, est une footballeuse internationale chinoise. Elle joue au poste d'attaquante avec le Tottenham Hotspur.

## Biographie

### Carrière en club
Wang Shuang est repérée par le Daejeon Sportstoto de la WK-League lors de la préparation aux Jeux nationaux de 2013 avec la province de Hubei. Le 3 juillet 2013, elle signe un contrat avec ce club qu'elle rejoindra après la Coupe féminine d'Asie de l'Est 2013.
Durant sa première saison avec le club, Wang aide Sportstoto à atteindre la finale de la Korean Women's FA Cup et obtient le prix de la meilleure joueuse de la compétition après avoir marqué six buts en cinq matchs. Son progrès initiaux sont rapidement interrompus en raison de ses engagements envers les Jeux nationaux de 2013 et l'équipe de Chine féminine.
En décembre 2013, elle signe un nouveau contrat d'un an avec le club et se voit rejointe par sa coéquipière internationale Wu Haiyan. En 2015, elle retourne au club de Wuhan Ladies pour se préparer à la Coupe du monde 2015. Le 31 décembre 2015, Wang est transférée au club de Chinese Women's Super League du Dalian Quanjian, malgré l'intérêt de plusieurs clubs de FA WSL.
Le 3 août 2018, Wang signe en faveur du Paris Saint-Germain pour une durée de deux ans. Elle devient par ailleurs la première joueuse chinoise à porter le maillot parisien. Le 17 octobre 2018 contre Linköpings, elle devient la première joueuse chinoise à marquer un but en Ligue des champions féminine comme masculine.
Le 19 novembre 2018 elle est nommée pour le titre de joueuse asiatique de l'année.

### Carrière internationale
Depuis son jeune âge, Wang est identifiée comme l'une des meilleures espoirs du football féminin chinois. Elle représente l'équipe nationale des moins de 17 ans dès l'âge de 12 ans[réf. nécessaire]. En 2012, à 17 ans, elle intègre l'équipe nationale des moins de 20 ans pour la Coupe du monde des moins de 20 ans 2012.
Wang est appelée en équipe de Chine féminine A pour la première fois début 2013. Elle fait sa première apparition le 12 janvier 2013 lors d'une défaite 1-0 contre le Canada. Après le match, le sélectionneur Hao Wei décrit la jeune femme de 17 ans comme une joueuse à "grand potentiel". Le 21 juillet 2013, elle fait ses débuts sur la scène internationale lors d'une défaite 2-0 contre le Japon en Coupe féminine d'Asie de l'Est 2013.
Au championnat d'Asie des moins de 19 ans 2013, Wang s'impose comme l'une des jeunes joueuses les plus prometteuses de l'Asie avec cinq buts en cinq matches, alors que la Chine se classe à la troisième place de la compétition. Elle termine même deuxième meilleure buteuse du tournoi. Elle est ensuite nommée pour le titre de jeune joueuse de l'année de l'AFC après son impressionnante performance en termes de buts dans le tournoi.
Wang poursuit sa bonne forme et se voit ensuite appelée au sein de l'équipe de Chine pour disputer la Coupe du monde 2015. Elle est toutefois largement utilisée comme remplaçante pendant la compétition, après une petite blessure à l’entraînement la veille du tournoi. Elle est ensuite sélectionnée pour jouer la Coupe féminine d'Asie de l'Est 2015 dans sa ville natale de Wuhan. La fin de l'année 2015 est productive pour Wang, qui entame 10 matchs internationaux consécutifs pour terminer l'année. Elle se classe meilleure buteuse du Tournoi international de Yongchuan en 2015 après avoir marqué un doublé, le 23 octobre 2015, lors d'une victoire 2-1 contre l'Angleterre. Elle marque ensuite le but de la victoire le 16 décembre 2015 lors d'une victoire 1-0 contre les États-Unis, mettant ainsi un terme à leur série de 104 matches sans défaite à domicile.

## Palmarès

### En club
Dalian Quanjian
- Vainqueur de la Chinese Women's Super League en 2016 et 2017

Tottenham Hotspur 
- Finaliste de la Coupe d'Angleterre en 2024

### International
Équipe de Chine féminine
- Vainqueur du Tournoi des Quatre Nations en 2014, 2016, 2017 et 2018
- Vainqueur du Tournoi international de Yongchuan en 2015 et 2016

### Récompenses individuelles
- Élue meilleure joueuse de la Korean Women's FA Cup en 2013
- Meilleure buteuse du Tournoi international de Yongchuan en 2015
- Élue footballeuse chinoise de l'année en 2017 et en 2018[5]